# Chasmomma albitarsis
Chasmomma albitarsis är en tvåvingeart som beskrevs av Kassebeer 2000. Chasmomma albitarsis ingår i släktet Chasmomma och familjen blomflugor.
Artens utbredningsområde är Uganda. Inga underarter finns listade i Catalogue of Life.